# Linksradikalismus
Linksradikalismus, oder radikale Linke bezeichnet verschiedene Strömungen der politischen Linken. Der Ausdruck verbindet die inhaltliche Richtungsangabe „links“, die aus der Französischen Revolution von 1789 stammt, mit dem formalen Merkmal der „Radikalität“ (etymologisch von lat. radix für „Wurzel“). Gemeint ist eine Politik, die die Ursachen von Unfreiheit, Ungleichheit, Unterdrückung und Ausbeutung durch eine grundlegende, revolutionäre Veränderung der kapitalistischen Gesellschaftsordnung beseitigen will. Welche Politik das leisten kann, war in der Linken seit dem 19. Jahrhundert jedoch immer umstritten.
In der frühen Sozialdemokratie und im Leninismus wurden andere Linke öfter als „Linksradikale“ kritisiert. Seit den 1960er Jahren wird „Linksradikalismus“ im deutschen Sprachraum als unbestimmte Selbst- und (oft abwertende) Fremdbezeichnung für eine Vielzahl verschiedener linker Politikansätze verwendet. Es gibt keine einheitliche Definition des Ausdrucks.
Im engeren Sinn versteht man seit der 68er-Bewegung darunter die undogmatische Neue Linke, die sich auch selbst so bezeichnet.
In verschiedenen europäischen Ländern gibt es linksliberale Parteien, deren Namen wörtlich 'Radikale Linke' oder 'Linke Radikale' bedeuten, die aber nichts mit dem Linksradikalismus zu tun haben, so die dänische Radikale Venstre oder die französische Mouvement des Radicaux de Gauche.

## Deutschland ab 1840
„Radikalismus“ war seit der europäischen Aufklärung des 18. Jahrhunderts bereits als Eigen- und Fremdbezeichnung für weitgehende politische Demokratisierungsziele üblich geworden. In Deutschland entstand unter den Junghegelianern um 1840 eine Diskussion um den Begriff: Während Ludwig Feuerbach, Bruno Bauer und andere darunter vor allem ein öffentliches Bekenntnis zum Atheismus, Forderungen nach einigen Bürgerrechten und eine unangepasste Lebensführung verstanden, wollte Karl Marx von der Religionskritik zu einer die Kritik der politischen Ökonomie umfassenden Gesellschaftskritik voranschreiten. Im Ergebnis dieses Streits trennten er und sein Verbündeter Friedrich Engels sich von den Junghegelianern.
1844 beschrieb Marx sein Verständnis von Radikalismus programmatisch als Ergebnis und Aufhebung der linkshegelianischen Religionskritik: „Radikal sein ist die Sache an der Wurzel fassen. Die Wurzel für den Menschen ist aber der Mensch selbst. Der evidente Beweis für den Radikalismus der deutschen Theorie, also für ihre praktische Energie, ist ihr Ausgang von der entscheidenden positiven Aufhebung der Religion. Die Kritik der Religion endet mit der Lehre, dass der Mensch das höchste Wesen für den Menschen sei, also mit dem Kategorischen Imperativ, alle Verhältnisse umzuwerfen, in denen der Mensch ein erniedrigtes, ein geknechtetes, ein verlassenes, ein verächtliches Wesen ist.“
Jedoch nannten Marx und Engels weder ihren eigenen „wissenschaftlichen Kommunismus“ noch andere linke Positionen „linksradikal“. Sie kritisierten den Radikalismus der Junghegelianer als bloß theoretischen und abstrakten Idealismus, den Frühsozialismus anderer Radikaldemokraten als moralischen Utopismus und den Anarchismus von Pierre-Joseph Proudhon, Michail Alexandrowitsch Bakunin und anderen als individualistischen Voluntarismus.
Nachdem 1890 das Sozialistengesetz aufgehoben und die Sozialdemokratische Partei Deutschlands (SPD) erlaubt worden war, brach ein schon länger schwelender innerparteilicher Konflikt um ihr Verhältnis zum Parlamentarismus offen aus. Die „Jungen“, eine meist aus bürgerlichen Intellektuellen bestehende Bildungselite, protestierten gegen den Reformismus und die Legalitätsstrategie der SPD-Führung. Sie verstanden sich als Wahrer und authentische Interpreten des revolutionären Marxismus. Wie Wilhelm Liebknecht (1869) lehnten sie die Institutionen des damaligen Staates als Mittel der Klassenherrschaft ab. Folglich sahen sie Versuche, die Lage der Arbeiter durch parlamentarische Arbeit im Reichstag zu verbessern, als Illusion, bestritten den Führungsanspruch der SPD-Reichstagsfraktion und die strikte Parteidisziplin. Liebknecht und Engels distanzierten sich jedoch von ihnen. Der SPD-Vorsitzende August Bebel sorgte beim Erfurter Parteitag 1891 für ihren Ausschluss. Der daraufhin von den „Jungen“ gegründete Verein der unabhängigen Sozialisten zerfiel schon 1893 in einen anarchistischen und einen revisionistischen (vom Marxismus abgewandten) Flügel und blieb weitgehend wirkungslos für die SPD-Politik. Diese antiparlamentarische Opposition in der SPD gilt als Vorläufer späterer linksradikaler Strömungen. Eins ihrer kontinuierlichen Merkmale war die Kritik am Geschichtsdeterminismus, wonach der Sozialismus sich aus ökonomischen Gesetzmäßigkeiten wie von selbst durchsetzen werde. Dagegen bestanden die „Jungen“ auf notwendigen, von Parteihierarchien unabhängigen Eingriffen der Arbeiter in den Geschichtslauf.
Auf die Russische Revolution 1905 folgte in der SPD eine jahrelange Massenstreikdebatte. Der linke Parteiflügel um Rosa Luxemburg verstand spontane Massenstreiks mit politischen Zielen als notwendige Form des revolutionären Klassenkampfes. Die Bremer SPD übernahm diese Auffassung und forderte bei verschiedenen tagespolitischen Anlässen politische Streiks. Weil der SPD-Vorstand Massenstreiks auch gegen das preußische Dreiklassenwahlrecht ablehnte, bildete die Bremer SPD 1910 die eigenständige Gruppe Bremer Linksradikale. Ihr Vertreter Anton Pannekoek kritisierte wie Rosa Luxemburg, dass sich der SPD-Vorstand um Karl Kautsky nur theoretisch am Marxismus orientierte, praktisch aber Eduard Bernsteins Reformismus folgte und politische Streiks allenfalls als defensive Abwehrmaßnahme bejahte. Kautsky mache die mechanische Selbsterhaltung der Parteiorganisation statt praktischen Zusammenhalt mit den proletarischen Massen zum obersten Zweck. Revolutionäre Massenaktionen seien jedoch wegen des damaligen Imperialismus und der darin enthaltenen Kriegsgefahr unerlässlich.
Kautsky wiederum kritisierte die Bremer Linksradikalen als „jüngsten Radikalismus“, also als Neuauflage der „Jungen“ von 1890. Wie damals Engels kritisierte er ihre Position als „Vulgärmarxismus“, der den Klassengegensatz zwischen Kapital und Arbeit nur pauschal feststelle, ohne die übrigen Interessengegensätze, Kräfteverhältnisse, Situationen und Stimmungen in der Gesellschaft zu berücksichtigen. Folglich überschätzten die Radikalen das revolutionäre Potential der Massen und unterschätzten die Notwendigkeit der hierarchischen SPD-Organisation zum Schutz der Gewerkschaften, deren revolutionäre Bedeutung künftig erheblich zunehmen werde. Nicht der Parlamentarismus an sich sei das Hindernis sozialen Fortschritts, sondern die Mehrheits- und Machtverhältnisse im Parlament. Mit außerparlamentarischen Massenaktionen versuchten die Linksradikalen, die Sozialdemokratie mit Anarchismus und Syndikalismus zu vereinigen.
Auf dem SPD-Parteitag von 1913 fand der linke SPD-Flügel für eine Massenstreikresolution relativ viel Zustimmung, blieb aber auf einzelne, voneinander getrennte Orts- und Landesverbände begrenzt, die in anderen Fragen zerstritten waren. Am 4. August 1914 stimmte die SPD-Reichstagsfraktion entgegen ihren Vorkriegsbeschlüssen der Burgfriedenspolitik und den Kriegskrediten zu, trug so den Ersten Weltkrieg mit und bewirkte, dass die Sozialistische Internationale zerbrach. Daraufhin versuchten die zersprengten Linkssozialisten unter Kriegs-, Haft- und Zensurbedingungen das SPD-Versagen aufzuarbeiten und eine Antikriegsopposition zu bilden. Im Kriegsverlauf entwickelte sich die Gruppe Internationale um Rosa Luxemburg und Karl Liebknecht zur Spartakusgruppe (ab 1915), die Bremer Radikalen um Pannekoek, Johann Knief, Paul Frölich und Karl Radek zur Gruppe Internationale Sozialisten Deutschlands (ISD, ab Dezember 1915). Als von der SPD ausgeschlossene Kriegsgegner im April 1917 die Unabhängige Sozialdemokratische Partei Deutschlands (USPD) gründeten, schloss die Spartakusgruppe sich ihr an. Dagegen blieben die ISD ihr fern und schlossen sich den Forderungen Wladimir Iljitsch Lenins auf den Zimmerwalder Konferenzen (1915/1916) an. Erst in der Novemberrevolution 1918 näherten sich der nun reichsweite Spartakusbund und ISD, nun als Internationale Kommunisten Deutschlands (IKD), einander an und gründeten gemeinsam am 1. Januar 1919 die Kommunistische Partei Deutschlands (KPD). Damit war die deutsche Arbeiterbewegung organisatorisch in reformistisch-sozialdemokratische und revolutionär-kommunistische Parteien gespalten.

## Weimarer Republik
Die KPD war von der Erfahrung geprägt, dass eine soziale Massenbewegung das Kriegsende erzwungen, Monarchie und Militärherrschaft gestürzt und mit der Rätebewegung eine umfassende Demokratisierung aller Gesellschaftsbereiche hatte greifbar werden lassen. Eine Mitgliedermehrheit erwartete die konsequente Fortsetzung dieser Revolution und lehnte Mitarbeit in Parlamenten und bestehenden Gewerkschaften daher ab. Die Spartakusführer dagegen bejahten diese Mitarbeit, um die mehrheitlich sozialdemokratische Arbeiterschaft allmählich vom KPD-Programm zu überzeugen. Das von Rosa Luxemburg verfasste Gründungsprogramm schloss eine Machteroberung durch einen Putsch aus. Nach dem Scheitern des Januaraufstands und der Ermordung von Liebknecht und Luxemburg (Januar 1919) und Leo Jogiches (März 1919) wurde Luxemburgs enger Vertrauter Paul Levi KPD-Vorsitzender. Er war ihrem Programm verpflichtet. 1919 beschlossen viele KPD-Regionalverbände jedoch den Ausstieg aus den bestehenden Gewerkschaften, verlangten die Aufgabe von Parlamentssitzen von übergetretenen Abgeordneten und lehnten eine straffere, zentrale Parteiorganisation ab. Als der Parteivorstand diese im Oktober 1919 beschloss, traten etwa 38.000 Mitglieder aus der KPD aus. 1920 gründete ein Teil davon die Allgemeine Arbeiter-Union (AAU) und die Kommunistische Arbeiterpartei Deutschlands (KAPD). 1921 spalteten sich AAU und KAPD erneut an Organisationsfragen und verloren einen Großteil ihrer Mitglieder. Doch auch in der übrigen KPD blieb eine gewerkschafts- und parlamentsfeindliche Strömung präsent.
Lenin kritisierte diese Strömung in Westeuropa, besonders in der KPD und der Communist Party of Great Britain, in seiner Schrift „Der „Linke Radikalismus“, die Kinderkrankheit im Kommunismus“ von 1920. Er stellte fünf typische Merkmale dieser Haltung fest:
1. politische Ungeduld und Neigung zum Putsch, um direkt den Kommunismus einzuführen, ohne die gesellschaftlichen Kräfteverhältnisse zu berücksichtigen;
2. starkes Misstrauen gegen die eigene Parteiführung, die unreflektiert als „Führer“ der „Masse“ gegenübergestellt werde;
3. Ablehnung des bürgerlichen Parlamentarismus und der Teilnahme an Wahlen,
4. Ablehnung von nichtkommunistischen, als „sozialchauvinistisch“, „reaktionär“ und „konterrevolutionär“ beschriebenen Gewerkschaften wie denen des ADGB;
5. Ablehnung jeder Zusammenarbeit mit nichtkommunistischen Parteien. Diese Ablehnung verträten linksradikale Kommunisten grundsätzlich, nicht bloß wegen einer besonderen historischen Situation.

Historiker wie Arthur Rosenberg (Geschichte der Weimarer Republik, 1935), Hans Manfred Bock (Geschichte des linken Radikalismus, 1976), Otto Langels (Die ultralinke Opposition der KPD in der Weimarer Republik, 1984) und Marcel Bois (Kommunisten gegen Hitler und Stalin, 2014) griffen Lenins Typisierung auf und verstehen „Linksradikalismus“ als besondere, antiautoritäre und auf baldmöglichste Sozialrevolution zielende Strömung in der Frühphase kommunistischer Parteien, als diese noch nicht straff organisiert waren. Bois vermeidet ihre polemische Abwertung als „Ultralinke“, die in der Komintern üblich war, und betont, dass die Linksradikalen aus derselben Tradition kamen wie andere Kommunisten und sich ebenfalls auf das Kommunistische Manifest von 1848 beriefen. Auch Detlef Siegfried versteht „Linksradikalismus“ als revolutionäres soziales Milieu der frühen Weimarer Republik. Er betont, dass es Arbeiter, Künstler und Intellektuelle umfasste und teils in Linksparteien organisiert, teils unorganisiert war. Dort gab es parteiübergreifend Sympathien für den Rätekommunismus, den Syndikalismus und den Linkssozialismus. Alle diese Strömungen grenzten sich vom Reformismus der SPD und Zentralismus der KPD ab.
Nachdem ein Generalstreik den Kapp-Putsch antidemokratischer Militärs beendet und die SPD-geführte Reichsregierung den Ruhraufstand gewaltsam niedergeschlagen hatte (März 1920), erhielt der antiparlamentarische Flügel in der KPD erneut Zulauf. Seine Vertreter Hugo Eberlein und Ernst Meyer lehnten die vom bisherigen Parteivorstand erwogene Tolerierung einer von SPD und USPD vorgeschlagenen Arbeiterregierung strikt ab und wurden in den neuen Parteivorstand gewählt. Sie erhielten Auftrieb durch den Zusammenschluss der KPD mit dem linken USPD-Flügel (Dezember 1920) und planten daraufhin gemäß ihrer „Offensivstrategie“ einen Aufstand in Mitteldeutschland. Diese Märzaktion von 1921 wurde jedoch rasch niedergeschlagen. Hunderte KPD-Anhänger wurden dabei getötet, rund 4000 Arbeiter in Eilverfahren zu langen Haftstrafen, vier davon zum Tod verurteilt. Bis November 1921 verlor die KPD mehr als die Hälfte ihrer Mitglieder. Paul Levi wurde nach scharfer Kritik an der Märzaktion aus der KPD ausgeschlossen. Beim folgenden dritten Komintern-Weltkongress bestätigten Lenin und Leo Trotzki jedoch Levis Position, wonach die KPD zuerst eine Mehrheit der Arbeiterschaft erringen müsse, auch durch Zusammenarbeit mit Sozialdemokraten. Nachdem die Komintern diese Einheitsfrontpolitik für die Folgezeit beschloss, vertraten auch die Linken im KPD-Vorstand diese neue Linie. Anders als die zuvor ausgetretenen Linksradikalen bejahten sie den leninschen Zentralismus. In Massenprotesten gegen rechtsradikale Fememorde und im Eisenbahnerstreik erprobte die KPD die Einheitsfrontpolitik erfolgreich und gewann so bis Ende 1923 ihr Ansehen unter deutschen Arbeitern und frühere Mitgliederstärke zurück.

## Bundesrepublik Deutschland
Das Historisch-Kritische Wörterbuch des Marxismus sieht bereits 1945 einen Bruch des Linksradikalismus mit der Arbeiterbewegung, in der er entstand:

„Das Jahr 1945 markiert einen Bruch. Seitherige Varianten des L beriefen sich zwar auf die verschiedenen Strömungen des L in der Arbeiterbewegung, z.B. auf Karl Korsch und Arthur Rosenberg, Bordiga oder Nikolai Bucharin. Sie wurden jedoch weniger von der Arbeiterschaft getragen, sondern äußerten sich als Jugendrevolte mit sozialistischen Forderungen, aber heterogener Klassenlage – ein Ausdruck der seit den 1950er Jahren voranschreitenden Auflösung proletarischer Millieus bei gleichzeitig steigendem Anteil der Lohnabhängigen.“

Laut dem HKWM bezeichnet der Begriff „vornehmlich im sozialen Spektrum der Arbeiterbewegung, des Kommunismus und Sozialismus eine Form politischer Kritik und Praxis, die an die Wurzel (lat. radix) zu gehen beansprucht. Vertreter des Linksradikalismus beanspruchen eine unbedingt revolutionäre, grundsätzliche Kritik, die moderaten, auf systemimmanente Reformziele verkürzten Gesellschaftskritiken vorzuziehen sei.“
Während sich die in England entstandene „Neue Linke“ seit 1956 noch stark in der Arbeiterbewegung bzw. mit Bezug auf die Kommunistischen Parteien orientierte, aber die Politik der Sowjetunion ablehnte, entstand mit der Studentenbewegung seit Mitte der 1960er Jahre in Europa und den USA eine neue Generation des Linksradikalismus.
Während der 68er-Bewegung erstarkten linksradikale antiautoritäre Bewegungen, ebenso kam es zu einer Welle von Neugründungen traditioneller Kaderorganisationen („K-Gruppen“). Das politische Potential wurde in den folgenden Jahrzehnten jedoch durch Zersplitterung stark geschwächt. Neben unterschiedlichen marxistisch und rätekommunistisch orientierten sowie operaistischen Gruppen entfaltete sich seit den 1970er Jahren eine autonome, situationistische und anarchistische Szene, die vor allem in den 1980er Jahren Auftrieb erhielt. Seit der westdeutschen APO der 1960er Jahre bezeichnen sich antiautoritäre Linke (Spontis, Autonome und andere) selbst als radikale Linke bzw. als Linksradikale (siehe auch Daniel Cohn-Bendit: Linksradikalismus …, 1968).
Der westdeutsche Verfassungsschutz bezeichnete ursprünglich alle nicht reformistischen Teile der Linken als Linksradikalismus; seit den frühen 1980er Jahren bezeichnet er sie als „Linksextremismus“. Diese reine Fremdbezeichnung geht auf die Totalitarismustheorie zurück und ist in der Politik- und Geschichtswissenschaft wenig gebräuchlich.

## Schweiz
Die Tradition des Linksradikalismus in der Schweiz reicht bis auf den libertären Sozialismus und Anarchismus der Juraföderation der 1. Internationale zurück, hier hatten die Anhänger eines „freiheitlichen Sozialismus“ um Bakunin ihre Hochburg. Während des Ersten Weltkriegs erwuchsen aus der Ablehnung der Burgfriedenspolitik in der Schweiz und der Opposition gegen den Krieg verschiedene linksradikale Strömungen innerhalb und neben den sozialdemokratischen Parteien vom religiös-sozialen Kreis bis zum anarchistischen Zusammenhang um Fritz Brupbacher und Kommunisten um Jakob Herzog. In der gesellschaftlichen Unruhe erlangte diese soziopolitische Strömung aufgrund ihres stark aktivistisch geprägten Verhaltens und in der Projektion bürgerlicher Ängste vor revolutionären Erhebungen eine überproportionale Bedeutung. Das libertäre Gedankengut des Linksradikalismus wurde in der Folgezeit etwa vom Marxismus-Leninismus in den Hintergrund gedrängt. Zwischen den Weltkriegen kann nur vereinzeltes Vorkommen des Linksradikalismus außerhalb der großen Parteien der Arbeiterbewegung beobachtet werden, so etwa 1930 die Abspaltung des anti-stalinistischen Flügels der Kommunistischen Partei in Schaffhausen.